# NFR-90
NFR-90, een afkorting voor NATO Frigate Replacement for the 1990s , was een project voor de verwerving van een nieuwe type fregat voor acht NAVO-lidstaten in de jaren 80. Het was het grootste wapenproject van de wereld, maar het werd begin jaren 90 ontbonden.

## Achtergrond

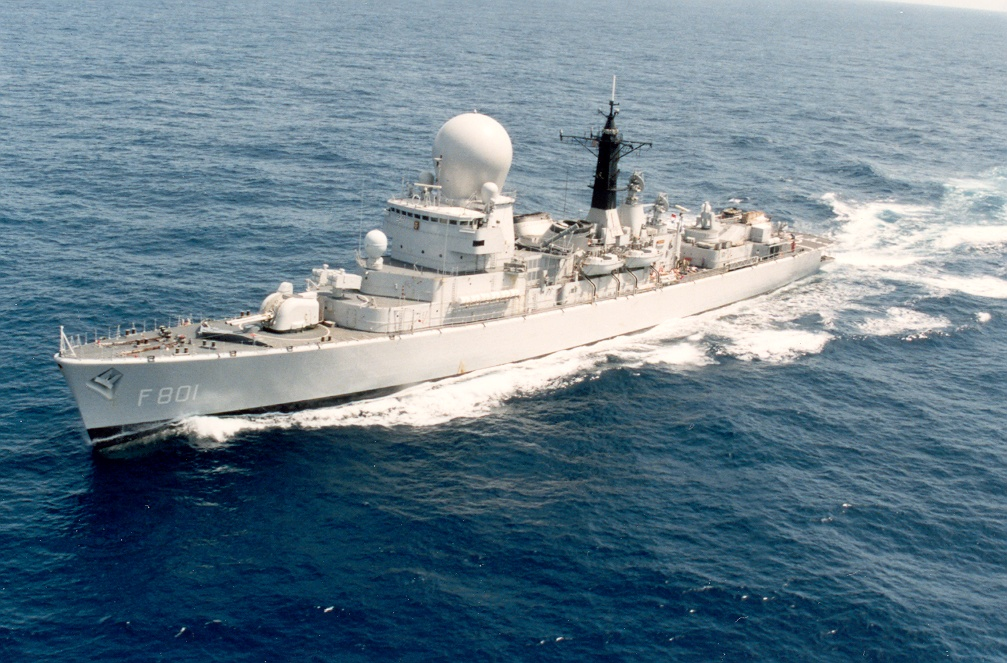
Een schip van de Trompklasse

In de Koude Oorlog van de jaren 70 van de twintigste eeuw vervulden fregatten in marines voornamelijk een onderzeebootbestrijdingstaak, aangezien de Sovjet-onderzeedienst als grootste vijand werd gezien voor Amerikaanse transporten over de Atlantische Oceaan; landdoel- en luchtdoeldreiging deden er minder toe. In diezelfde jaren 70 kampten echter ook een aantal NAVO-landen met fregatten die aan vervanging toe waren: Nederland wilde zijn geleidewapenfregatten van de Trompklasse vervangen, de Verenigde Staten hun Farragutklasse en Charles F. Adamsklasse, West-Duitsland zijn Hamburgklasse, Canada een klasse van patrouilleschepen en het Verenigd Koninkrijk zijn Sheffieldklasse.

## Ontwikkeling

### Haalbaarheidsstudie
In 1979 riep de NAVO Project Group 27 in het leven, waar naast de hierboven genoemde vijf landen ook Frankrijk en Italië deel van uitmaakten. In 1981 werd in een vooronderzoek duidelijk dat een internationaal fregattenprogramma mogelijk was en geen bijzondere risico's met zich mee zou brengen. Een oorlogsbodem met een deplacement van 3500 ton werd groot genoeg geacht, maar de verschillende deelnemende landen waren het oneens over de primaire taak van het schip; Canada, Duitsland en de Verenigde Staten zagen luchtafweer als belangrijkste taak, terwijl de overige vier landen onderzeebootbestrijding het belangrijkst vonden. Om deze reden werd besloten een gezamenlijke schip te ontwikkelen, waarbij wapens en sensoren door de landen zelf konden worden aangepast.
In oktober 1982 werd een rapport gepresenteerd waarin verschillende vormen en maten de revue passeerden, maar waarin bovendien werd gesteld dat een succesvolle samenwerking een reductie in ontwikkelingskosten van 20% en een reductie in life cycle costs van 12% zou opleveren. In 1983 haakte Spanje aan bij het programma en bedankten België en Noorwegen definitief voor deelname.  In 1984 werd een memorandum van overeenstemming ondertekend tussen de acht deelnemende landen en werd een apart bedrijf opgericht - Internationale Schiff Studien (ISS) in Hamburg - dat een haalbaarheidsstudie deed. In ISS waren bedrijven uit de deelnemende landen verbonden: het Canadese Acres International, Thomson-CSF uit Frankrijk, MTG Marinetechnik GmbH uit Duitsland, het Italiaanse Cantieri Navali Italiani, Hollandse Signaalapparaten, Empresa Nacional Bazán uit Spanje, British Shipbuilders en het Amerikaanse Westinghouse Electric Company. Op 29 oktober 1985 werd een 10000 pagina's tellend rapport gepresenteerd  dat positief en veelbelovend over het project was en waarin 18 verschillende ontwerpen uiteen werden gezet, met een deplacement tussen de 4400 en 5000 ton.
Hoewel in maart 1986 een werkgroep van de Koninklijke Marine nog een negatief advies had uitgebracht aan de Admiraliteitsraad (de ontwerpen hadden naar de mening van de werkgroep niet genoeg antiluchtdoelcapaciteiten), werd op 29 juli van dat jaar een intentieverklaring getekend door alle landen.
In 1984 ging men ervan uit dat het eerste schip in 1994 in dienst zou kunnen worden gesteld. In 1987 werd dit ultimatum al bijgesteld naar het eind van de jaren 90.

### Definitiefase
In januari 1988 werd de Memorandum of Understanding voor de definitiefase ondertekend, waarin het ontwerp en eisen voor de latere bouw werden vastgelegd. Hierover ontstonden verschillende meningsverschillen tussen de marines: Duitsland wilde bijvoorbeeld de mogelijkheid hebben nog een sonar te installeren, terwijl het niet zeker was of dit qua gewicht mogelijk was. Verder waren er discussiepunten over het aantal dekken, de hoeveelheid bemanningsleden, de aandrijving en welke antischeepsraket beter was (de Franse Exocet of de Amerikaanse Harpoon). Bovendien stuurde Groot-Brittannië, op grond van hun ervaringen in de Falklandoorlog, aan op het toevoegen van een close-in weapon system. Het grootste discussiepunt was echter de keuze voor het luchtafweersysteem: Frankrijk, Groot-Brittannië, Italië en Spanje wilden het Europese systeem FAMS (Family of Anti Air Missile Systems), terwijl Canada, Duitsland en Nederland voor het door de Verenigde Staten geleide NAVO-project NAAWS (NATO Anti Air Warfare System) waren.
In september 1989 werd een basisschip afgesproken, dat in de daarop volgende ontwerpfase verder gespecificeerd zou worden naar wens van de verschillende landen. Het schip zou 130 meter lang en 15,9 meter breed worden, met vier dekken, een diepgang van 4,8 meter en een deplacement van 5400 ton. De aandrijving zou 30 MW bedragen en de actieradius zou ongeveer 5000 nautische mijlen beslaan. Het geschil rond het luchtafweersysteem was nog niet opgelost.

## Einde van het project
Op 29 september 1989 besloot Groot-Brittannië uit het project te stappen, waarna Frankrijk en Italië snel volgden. In december stapten ook Spanje, Duitsland en Nederland uit de werkgroep, waarna Canada en de Verenigde Staten als enige deelnemers overbleven. Op 18 januari 1990 werd de laatste vergadering van de internationale werkgroep gehouden, waarmee het project feitelijk ten einde kwam.
De reden dat de groep uiteen was gevallen had verschillende oorzaken. Allereerst hadden de landen er belang bij dat hun eigen industrieën zoveel mogelijk werk hadden aan de NFR-90, waardoor discussie ontstond over waar de schepen en systemen gebouwd moesten worden. Daarnaast had de luchtafweerkwestie de groep verdeeld, en was de Amerikaanse marine al van in het begin niet heel enthousiast over het project. Bovendien werd vastgehouden aan een gedetailleerd ontwerp, waardoor de vrijheid en keuzemogelijkheden van de individuele landen beperkt bleef, waardoor de NFR-90 niet aan alle eisen van elk land kon voldoen. Ten slotte waren de kosten opgelopen van oorspronkelijk 550 miljoen gulden per schip naar ongeveer 1 miljard gulden per schip.

## Verdere samenwerking
Na het uiteenvallen van de NFR-90-projectgroep, werkten Groot-Brittannië, Frankrijk en Italië samen verder aan de Horizonklasse, tot Groot-Brittannië zich ook hieruit terugtrok en zijn eigen Type 45-fregat ontwikkelde. Frankrijk en Italië bouwden in principe hetzelfde schip, zij het met enkele verschillende wapensystemen.
Duitsland, Nederland en Spanje werkten onder de noemer Trilateral Frigate Cooperation samen aan een nieuw gezamenlijk ontwerp, dat tot doel had uit te groeien tot een eigen scheepsklasse. Hieruit vloeiden de Duitse Sachsenklasse, de Nederlandse De Zeven Provinciënklasse en de Spaanse Álvaro-de-Bazánklasse voort.
Het NAVO-samenwerkingsverband voor een luchtafweersysteem, de NAAWS, hield geen stand

## Orders van de NFR-90 en zelfontwikkelde varianten
| Land                                    | Orders in 1984 | Zelfontwikkelde afgeleide vorm | Afbeelding |
| --------------------------------------- | -------------- | ------------------------------ | ---------- |
| Verenigde Staten (United States Navy)   | 18             | Arleigh Burkeklasse            |            |
| Verenigd Koninkrijk (Royal Navy)        | 12             | Daringklasse (Type 45)         |            |
| Frankrijk (Marine national)             | 4              | Horizonklasse                  |            |
| Italië (Marina militare)                | 4              | Horizonklasse                  |            |
| Bondsrepubliek Duitsland (Bundesmarine) | 4              | Sachsenklasse                  |            |
| Spanje (Armada Española)                | 4              | Álvaro-de-Bazánklasse          |            |
| Canada (Koninklijke Canadese marine)    | 4              | Halifaxklasse                  |            |
| Nederland (Koninklijke Marine)          | 2              | De Zeven Provinciënklasse      |            |